# Falla N’Doye
Falla N’Doye (ur. 4 marca 1960) – senegalski sędzia piłkarski. Sędziował jeden mecz Mundialu 2002 (Arabia Saudyjska - Irlandia).